# Autopista Acceso Norte

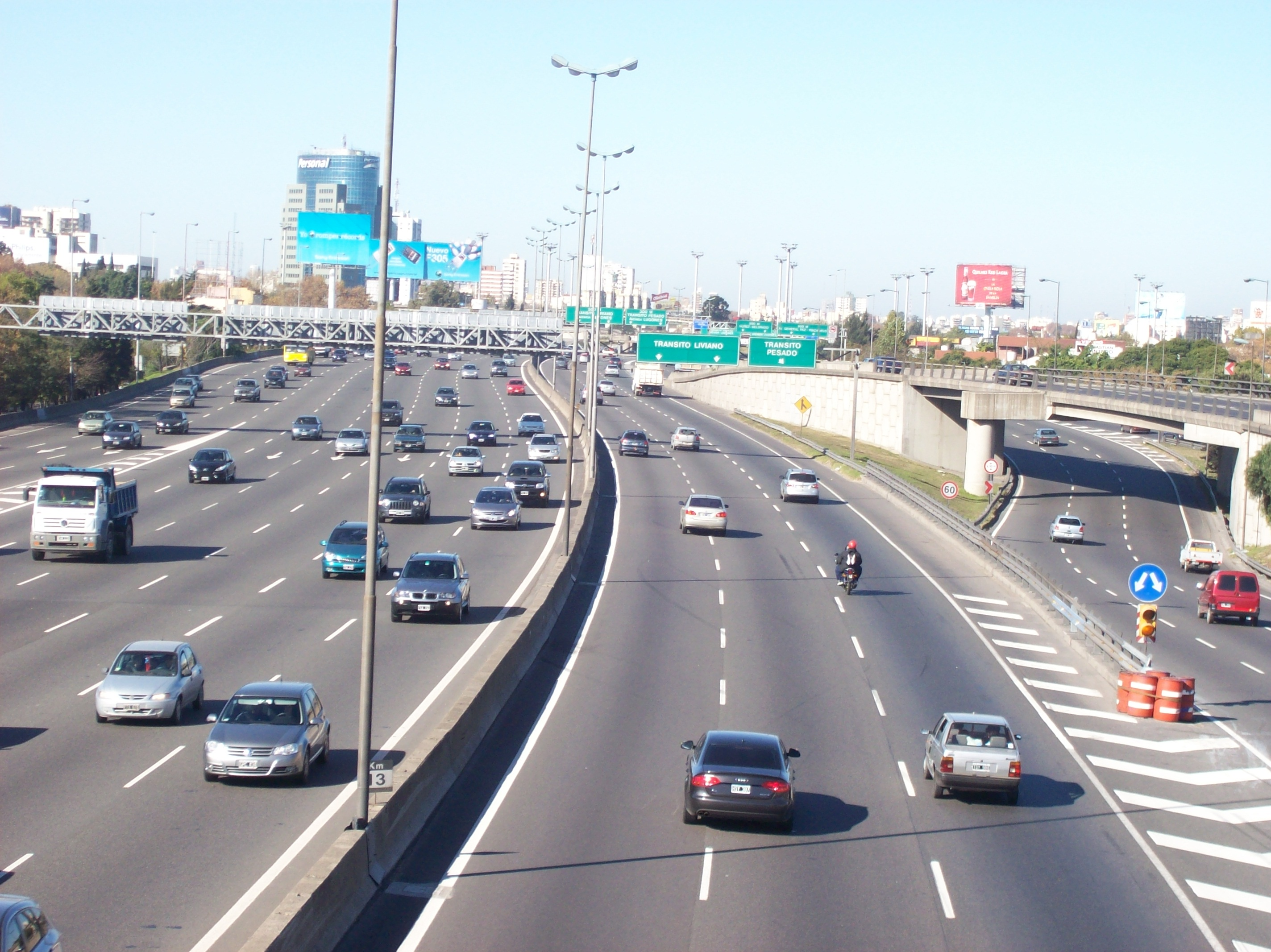
La Autopista Acceso Norte a su paso por la localidad de Florida.

La Autopista Acceso Norte Ingeniero Pascual Palazzo es uno de los accesos a la Ciudad de Buenos Aires, capital federal de la República Argentina; pertenece a la traza de la Ruta Nacional 9, donde Acceso Norte es la denominación de una pequeñísima parte de la Ruta Nacional 9, que llega hasta la frontera con Bolivia, en la provincia de Jujuy.
Con una longitud de 120 km, comienza en el “troncal” Intercambiador de Autopistas en la intersección de la Av. General Paz y el Acceso Norte RN 9 y continúa en tres ramales: un ramal hacia la ciudad de Tigre (RN A003) que surge a la altura del “km 20”, otro hacia la ciudad del Pilar y la (Ruta Nacional 8) extendiéndose hasta el km 57,1 y finalmente un ramal hacia la ciudad de Campana que se extiende hasta el km 72,9.
Popularmente se la conoce como la “Autopista Panamericana”, ya que se pensó en el trazado de la Ruta Nacional 9 como parte del verdadero proyecto de la Carretera Panamericana en Argentina.

## Historia
En 1943 la Dirección Nacional de Vialidad presentó un plan de accesos a la Ciudad de Buenos Aires. con base en dicho plan a fines de la década de 1940 se comenzó a construir lo que hoy día se conoce como Acceso Norte a la Ciudad de Buenos Aires. Esta autopista se construyó sobre una traza nueva y para su construcción se dividió en nueve tramos:
- Primer tramo: km 0,00 al km 3,87, desde Avenida General Paz hasta la calle Mariano Pelliza, inaugurado en 1955.
- Segundo tramo: km 3,87 al km 10,00, desde la calle mencionada a la Avenida Sucre y hasta el km 9,60 del ramal a Tigre.
- Tercer tramo: km 10,00 al km 15,17.
- Cuarto tramo: km 15,17 al km 21,10 en el ramal a Garín y al km 21,125 en el ramal a Pilar.
- Quinto tramo: km 21,10 al km 29,14 en el empalme con la antigua Ruta Nacional 9 en Garín. La construcción se extendió entre los años 1967 y 1969.[2][3]
- Primer tramo del acceso a Tigre: km 9,60 al km 13,50. La construcción comenzó en 1967.[2]
- Segundo tramo del acceso a Tigre: km 13,50 al km 17,21. La construcción comenzó en 1968.[4]
- Primer tramo del acceso a Pilar: km 21,125 al km 30,30.
- Segundo tramo del acceso a Pilar: km 30,30 a km 45,375, en el empalme con la antigua Ruta Nacional 8.

La Dirección Nacional de Vialidad licitó la construcción de los puentes independientemente de la pavimentación de los tramos de autopista.
Antes de la construcción de esta autopista, la Ruta Nacional 9 no contaba con un puente sobre el Río Reconquista, por lo que los automovilistas debían transitar por la localidad de San Fernando para poder cruzar dicho río por las rutas nacionales 197 o 202.
De acuerdo con la Ley de Reforma del Estado 23696 sancionada el 17 de agosto de 1989, la Dirección Nacional de Vialidad debía concesionar el mantenimiento de la red troncal vial nacional. Luego de que el Estado Nacional concesionara los Corredores Viales, que eran los caminos de mayor caudal de tráfico durante el año 1990, el 30 de diciembre de 1992 procedió a concesionar la Red de Accesos a Buenos Aires en cuatro concursos públicos diferentes. En uno de ellos se encontraba la Avenida General Paz y el Acceso Norte en sus tres ramales: el ramal a Tigre (Ruta Nacional A003), el que conduce al Pilar (Ruta Nacional 8) y el ramal a Campana hasta la intersección con el camino que conduce al Puerto de Campana.
El 27 de septiembre de 1993 la empresa Autopistas del Sol firmó el contrato de concesión y el 8 de agosto de 1994 se hizo cargo de la zona de camino. Según lo indicado en el contrato, la concesionaria tuvo que realizar las obras de ensanche de la autopista troncal, incluyendo una autopista de 8 km entre la Avenida General Paz y el Camino de Cintura sin peaje, antes de habilitar las estaciones de cobro. De esta manera entre 1994 y 1996 la empresa ejecutó obras por 424 millones de dólares.